# Muzeum Ghibli
Muzeum Ghibli je komerční japonské muzeum prezentující produkci animátorského studia Ghibli, zejména jeho filmy ve stylu anime.
Muzeum sídlí v Mitace, na západním předměstí Tokia. Bylo otevřeno v roce 2001.
Od 3. ledna do 13. března 2006 muzeum promítalo ve svém kině Saturn tři krátké animované filmy vytvořené pouze pro tuto příležitost:
- Yadosagashi (Hledání domova)
- Hoshi wo Katta Hi (Den, kdy jsem ulovil hvězdu)
- Mizugumo Monmon (Vodní pavouk Monmon)

V současnosti může každý návštěvník muzea zhlédnout při jedné návštěvě pouze jediný film.